# Kristine Jensen
Kristine Jensen (* 1956 in Herning) ist eine dänische Landschaftsarchitektin und Professorin.

## Leben
Jensen wurde in Herning geboren, wo ihr Vater Architekt war. Im Alter von 19 Jahren ging sie nach Aarhus, um an der Aarhus School of Architecture Landschaftsarchitektur zu studieren, wo sie 1983 ihren Abschluss machte. Nach einer kurzen Zeit bei C. F. Møller Architects kehrte sie an die Architekturschule zurück, um zu forschen und 1996 zum Thema At tænke med landskab i arkitektur („Denken mit Landschaft in der Architektur“) zu promovieren. Ab 1996 unterrichtete sie an der Schule, bis sie 2001 ihr eigenes Büro, Kristine Jensens Tegnestue (Kristine Jensen Landskab & Arkitektur ApS), gründete. 2005 gewann sie einen Wettbewerb für die Gestaltung der historischen Umgebung des Moesgård Museums außerhalb von Aarhus, eine Aufgabe, die sie in Zusammenarbeit mit dem Direktor des Museums, Jan Skamby Madsen, ausführte.
Besonders erwähnenswert sind ihre Arbeiten zur städtebaulichen Wiederbelebung des Prags Boulevard im Stadtteil Amagerbro in Kopenhagen (2006). Ihr Studio realisierte auch architektonische Landschaftsgestaltung in Kolding (2009) und Struer (2011). Sie wirkte auch an der Landschaftsgestaltung des Areals um die Jelling-Steine auf dem UNESCO-Weltkulturerbe in Jelling, Jütland, mitgewirkt.
2014 erhielt ihr Studio den renommiertesten Architekturpreis Skandinaviens, den Nykredits Arkitekturpris, vor allem für die Gestaltung des Hafenbereichs von Urban Mediaspace Aarhus, der das als Dokk1 bekannte Multimedia-Haus in Aarhus umgibt. Das Haus wurde im Juni 2015, die Hafenfront 2017 fertiggestellt.
Seit 2017 ist Jensen Professorin an der Königlich Dänischen Akademie der Schönen Künste, Hochschule für Architektur (Det Kongelige Danske Kunstakademis Skoler for Arkitektur, Design og Konservering).
2017–2018 führte Jensen ein Projekt für die Neugestaltung des Geländes der Maribo Domkirke in Maribo aus und bis 2018 die Renovierung des J.C. Jacobsen Have auf dem Gelände der ehemaligen Carlsberg-Brauerei in Carlsberg, Kopenhagen.
2019 erhielt Jensen vom Statens Kunstfond einen Ehrenpreis (Modtager af hædersydelse) für ihr künstlerisches Werk und ihren Beitrag zum Berufsstand der Landschaftsarchitekten.

## Auszeichnungen
Neben einigen kommunalen Auszeichnungen und Förderungen erhielt Jensen bzw. ihr Büro vor allem:
- 2013: Eckersberg-Medaille (Akademiets Aarsmedaille) der Königlich Dänischen Kunstakademie[10]
- 2014: Nykredits Arkitekturpris
- 2016: Dreyers Fond Ehrenpreis für Architekten[11]
- 2019: Ehrenpreis des Statens Kunstfond